# Rosier thé

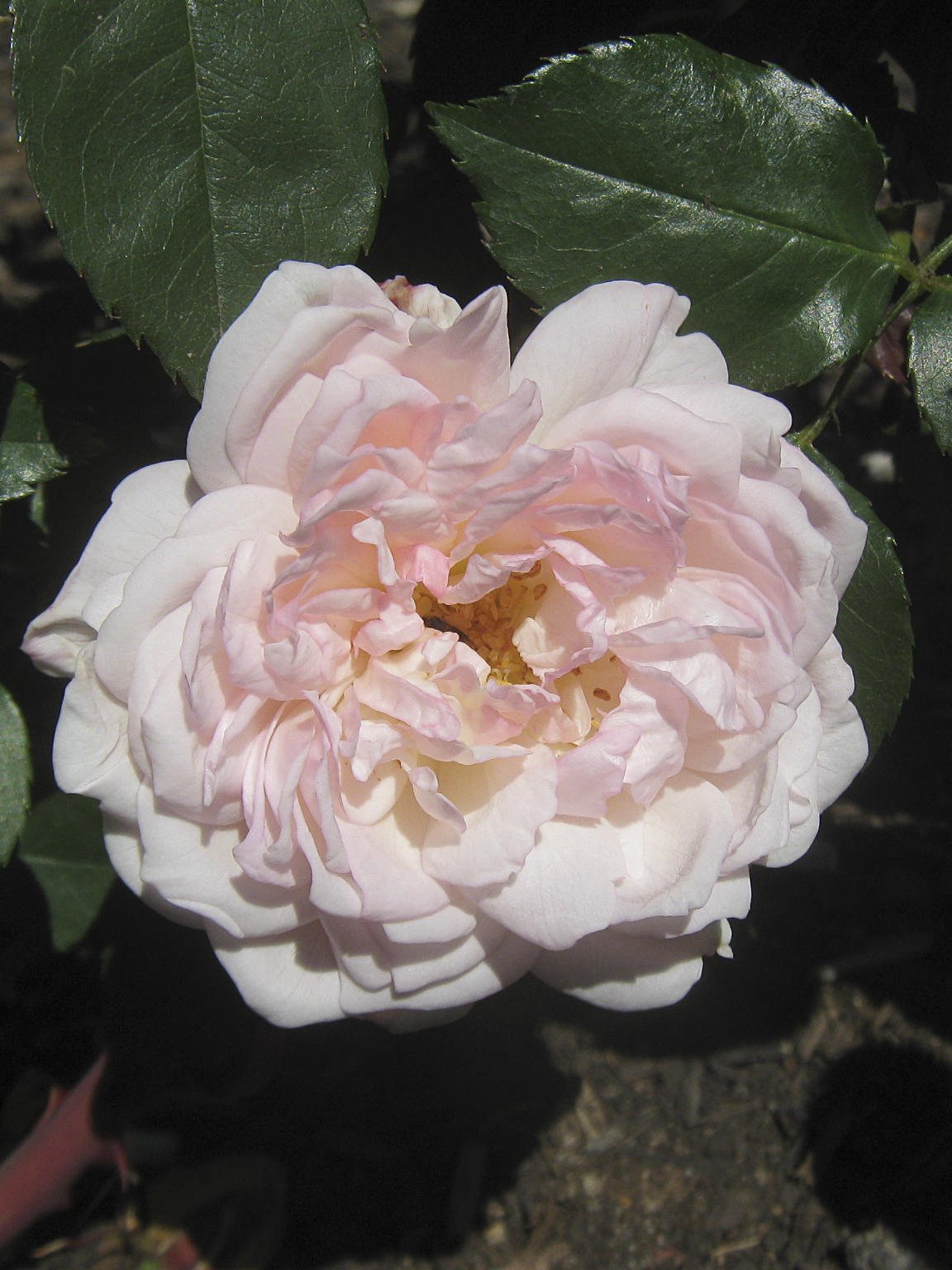
'Mademoiselle de Sombreuil'.

Les « rosiers thé », ou rosiers à odeur de thé, sont des hybrides de rosiers issus de croisements effectués par des rosiéristes.

## Description

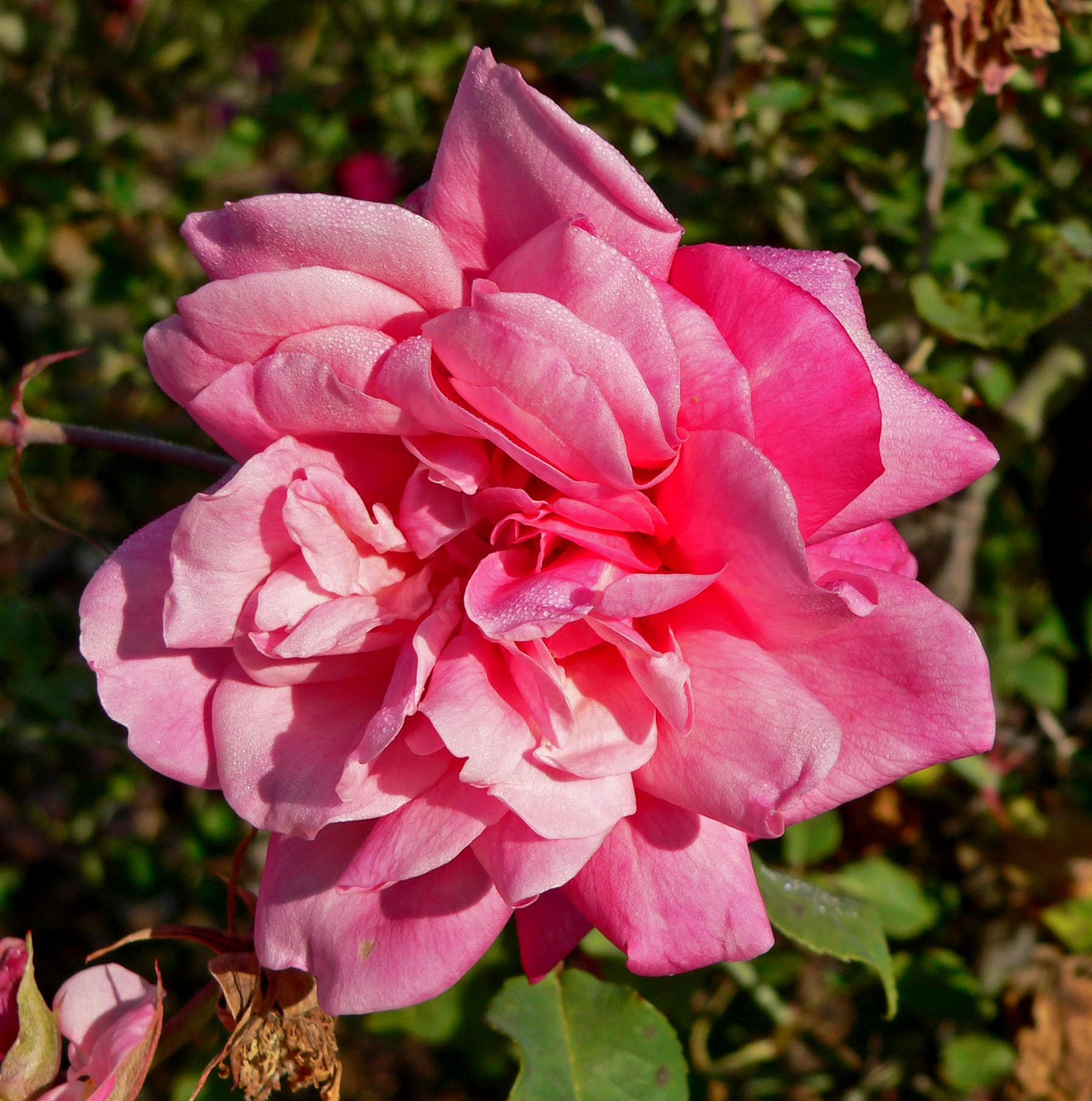
'Archiduc Joseph'.

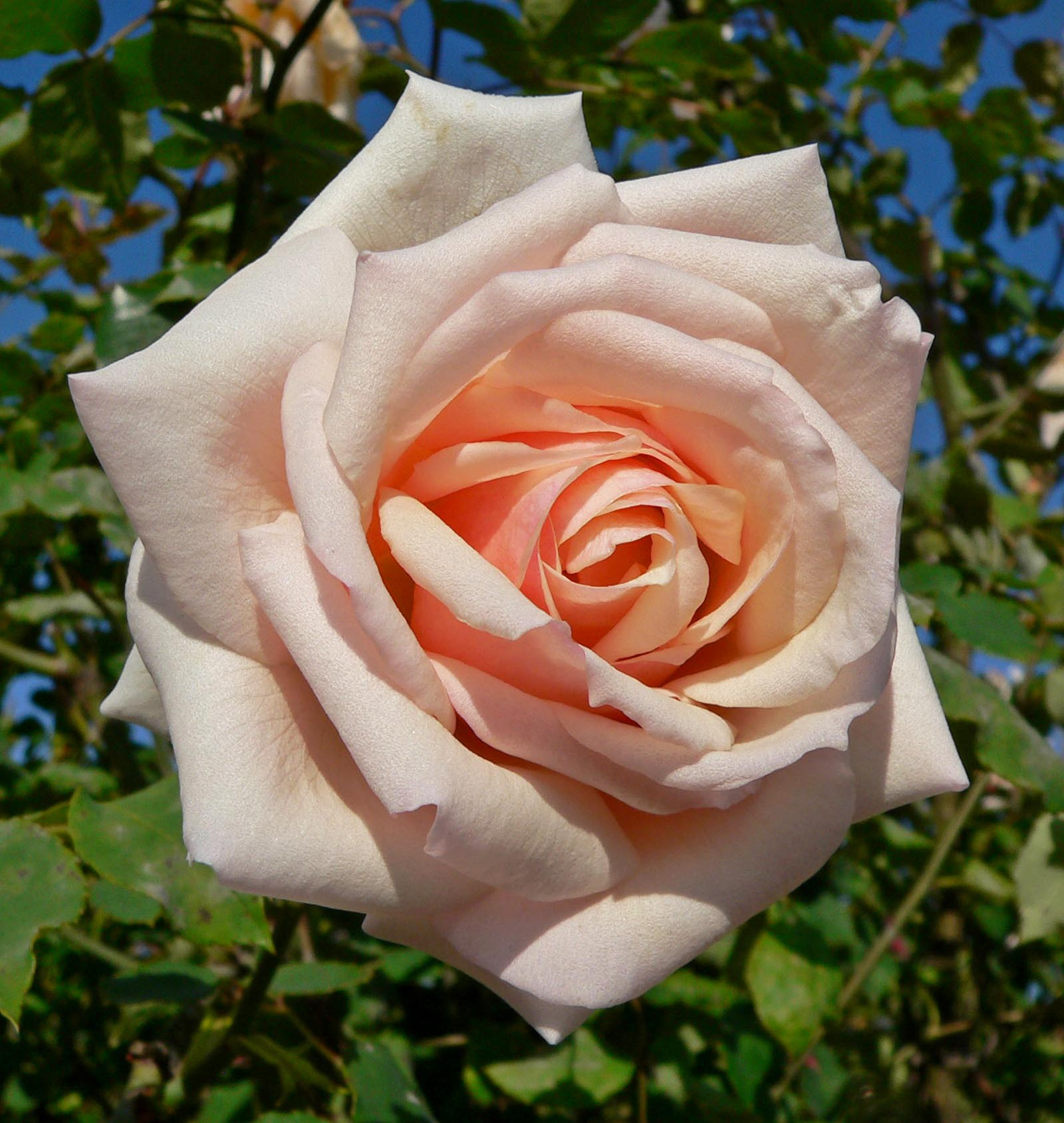
'Catherine Mermet'.

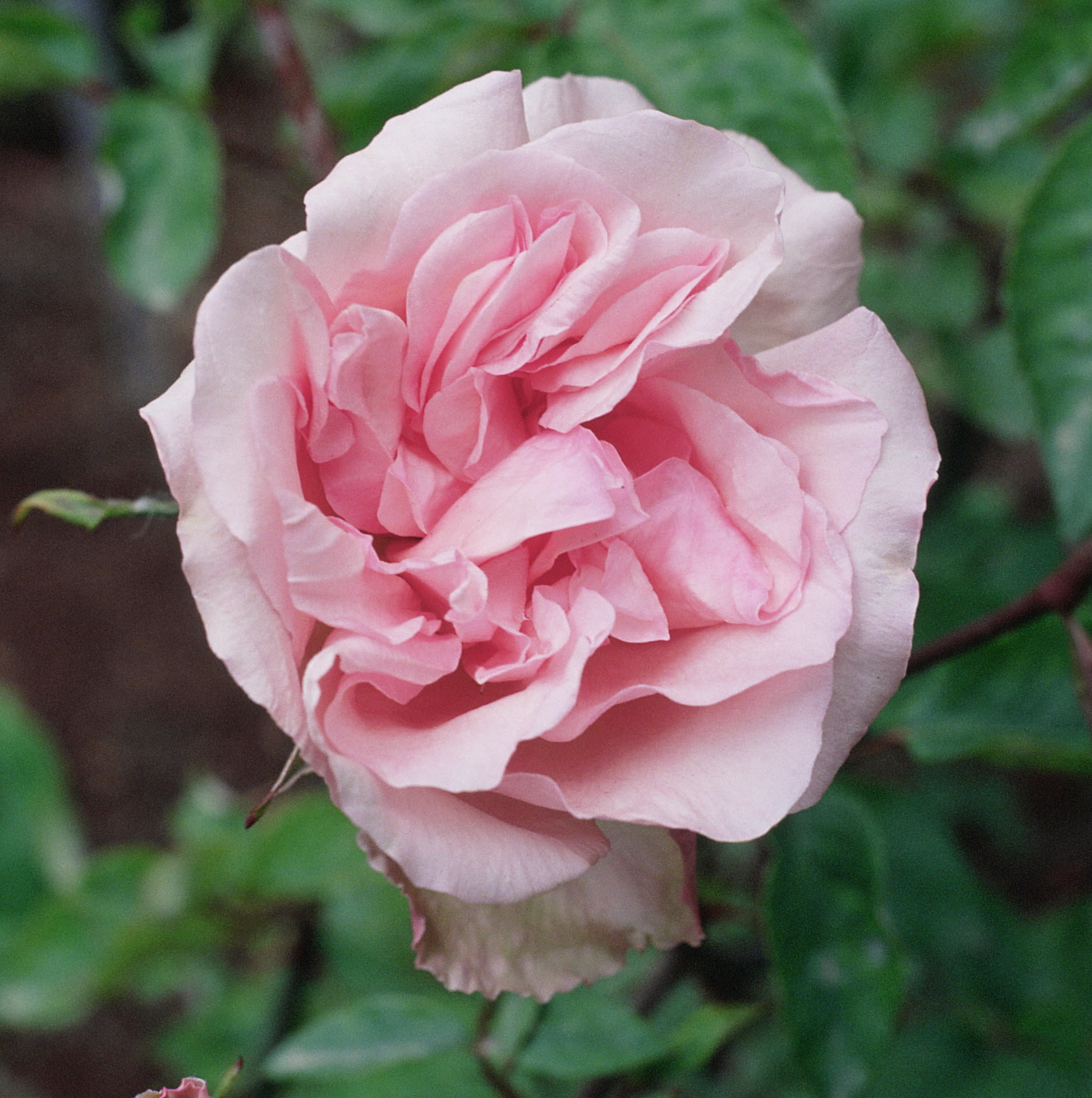
'Madame Émilie Charrin'.

Les « rosiers thé », ou rosiers à odeur de thé, sont issus de croisements entre d'une part un Rosa ×odorata donc un des hybrides de Rosa chinensis × Rosa ×odorata nothovar. gigantea (soit Rosa ×odorata 'Hume's Blush Tea-scented China' soit Rosa ×odorata 'Park's Yellow Tea-scented China') et d'autre part un rosier Bourbon (Rosa chinensis × Rosa gallica ou Rosa damascena 'semperflorens' ou un rosier Noisette (Rosa moschata  × 'Old Blush').
Le premier rosier thé, 'Adam', obtenu en 1833, pour certains aurait disparu, pour d'autres ce serait 'the President'.
Les rosiers thé historiques, qui sont peu rustiques, ressemblent aux hybrides de thé, et beaucoup ont un port grimpant (climbing). Leur taille doit être très modérée, sinon ils fleurissent moins.
- 'Archiduc Joseph', obtenu par Gilbert Nabonnand en 1892 est un semis de 'Mme Lombard'. C'est un buisson vigoureux à fleurs rose pourpré avec le centre rose carné
- 'Catherine Mermet', Guillot 1869, buisson à grosses fleurs très pleines, rose carné
- 'Comtesse de Labarthe', Bernède, 1857, à fleurs roses
- 'Coquette de Lyon', Ducher, 1870, à fleurs jaune canari
- 'Devoniensis', Forster 1838 à grandes fleurs doubles blanches teintées de rose ou de jaune, et 'Climb. Devoniensis', Parvitt Curtis 1858
- 'Étoile de Lyon', Guillot 1881, grandes fleurs jaunes
- 'Francis Dubreuil, Dubreuil 1894, à fleurs rouge foncé
- 'Général Schablikine', G. Nabonnand 1878, à floraison très massive presque continue de fleurs carmin
- 'Lady Hillingdon' obtenu par Lowe et Shawyer en 1910 ('Papa Gontier' × 'Mme Hoste') aux grandes fleurs mi-doubles jaune et surtout 'Climb. Lady Hillingdon', Hicks 1917, à grosse floraison continue jaune
- 'Madame Émilie Charrin', Perrier 1895, aux fleurs d'un rose dit « de Chine ».
- 'Madame Eugène Verdier', Levet 1882, aux fleurs jaunes
- 'Madame Joseph Schwartz', Schwartz 1880, aux fleurs blanches à nuances rosées
- 'Mademoiselle Jeanne Guillaumez', Bonnaire 1889, rose aux nuances cuivrées
- 'Mademoiselle de Sombreuil', Robert 1850, à très grandes fleurs blanc crème
- 'Marie d'Orléans', Nabonnand 1883, à grandes fleurs roses
- 'Marie van Houtte', Claude Ducher 1871, à fleurs très doubles, jaune tirant sur l'ivoire aux revers rose vif (climb en 1936) qui a donné naissance à 'Maman Cochet' (Cochet 1892) par croisement avec 'Madame Lombard'
- 'Papa Gontier' G. Nabonnand 1883 et 'Climb Papa Gontier' Chevrier 1904, aux fleurs roses semi-doubles
- 'Perle des Jardins', Levet 1874, aux fleurs doubles jaune paille
- 'Professeur Ganiviat', Perrier 1890, aux fleurs doubles lie-de-vin
- 'Reine Marie-Henriette', Levet 1878, grimpant à fleurs rouge cerise, très rustique
- 'Souvenir de Gilbert Nabonnand', Clément Nabonnand 1920, aux fleurs doubles parfumées passant du jaune au carmin
- 'Souvenir de Mme Léonie Viennot', Bernaix 1898, aux fleurs très doubles, cuivre à reflets jaunes et roses.

## Hybrides
- les Thé-Polyantha, hybrides entre des rosiers thé et des rosiers polyantha, buissons à petites fleurs odorantes et remontantes.
  - 'Bloomfield Abundance' sport de 'Cécile Brunner', Thomas 1920, petites fleurs roses groupées en panicules portant jusqu'à 30 fleurs
  - 'Cécile Brunner' aux petites fleurs rose pâle en panicules (12 fleurs max) et 'Climb.Cécile Brunner', Hops 1914
  - 'Perle d'Or' Rambaux vers 1883, ou 'Yellow Cécile Brunner', d'un chamois virant au crème teinté de saumon.
- les hybrides de thé issus d'Hybrides remontants et de rosiers thé, les rosiers buissons à grandes fleurs.

## La plantation
Il faut planter le rosier de préférence en exposition ensoleillée ou mi-ombre, à l'automne ou au printemps.